# Douglassia
Douglassia é um gênero de gastrópodes pertencente a família Drilliidae.

## Espécies
- Douglassia antillensis Fallon, 2016
- Douglassia bealiana Schwengel & McGinty, 1942
- Douglassia curasub Fallon, 2016
- Douglassia enae Bartsch, 1934
- Douglassia minervaensis Fallon, 2016
- Douglassia moratensis Fallon, 2016

Espécies trazidas para a sinonímia
- Douglassia nodosa Nowell-Usticke, 1969:[2] sinônimo de Splendrillia interpunctata (E. A. Smith, 1882)